# Samba-reggae
Samba-reggae è un genere musicale di Bahia, in Brasile. Il Samba reggae, come suggerisce il nome, era originariamente derivato da una miscela di samba brasiliana con reggae giamaicano.
Il Samba-reggae viene suonato in media con un tempo intorno ai 90-120 battiti al minuto. I surdo (batteria dei bassi) suonano un ritmo di 2/4 con un tempo di swing, mentre altri strumenti forniscono ritmi contrastanti in tempo lineare e sincopato. Nel complesso, il samba-reggae è più dritto (meno sincopato), più lento e meno oscillante del samba in stile Rio. Esistono molti stili di samba-reggae, contraddistinti da diversi modelli di clave. I tre stili originali di Olodum (samba-reggae, reggae e merengue) sono ancora suonati oggi. Ilê Aiyê a volte suona ancora la sua vecchia versione di samba-reggae ed inoltre riproduce spesso motivi tipo merengue che sono conosciuti in Nord America come "afrosamba". I gruppi di samba-reggae possono anche suonare stili derivati dalla samba de roda baiana originale, ad esempio il suo discendente urbano moderno ("samba duro") o dalla musica pop degli axé.